# Judasze
Judasze est une localité polonaise de la gmina de Wodzisław, située dans le powiat de Jędrzejów en voïvodie de Sainte-Croix.
En 2021, la localité compte 46 habitants.